# Commerce (Misuri)
Commerce es una villa ubicada en el condado de Scott en el estado estadounidense de Misuri. En el Censo de 2010 tenía una población de 67 habitantes y una densidad poblacional de 74,98 personas por km².

## Geografía
Commerce se encuentra ubicada en las coordenadas 37°9′36″N 89°26′50″O / 37.16000, -89.44722. Según la Oficina del Censo de los Estados Unidos, Commerce tiene una superficie total de 0.89 km², de la cual 0.89 km² corresponden a tierra firme y (0%) 0 km² es agua.

## Demografía
Según el censo de 2010, había 67 personas residiendo en Commerce. La densidad de población era de 74,98 hab./km². De los 67 habitantes, Commerce estaba compuesto por el 92.54% blancos, el 7.46% eran afroamericanos, el 0% eran amerindios, el 0% eran asiáticos, el 0% eran isleños del Pacífico, el 0% eran de otras razas y el 0% pertenecían a dos o más razas. Del total de la población el 0% eran hispanos o latinos de cualquier raza.